# Les Adjots
Les Adjots är en kommun i departementet Charente i regionen Nouvelle-Aquitaine i västra Frankrike. Kommunen ligger  i kantonen Ruffec som ligger i arrondissementet Confolens. År 2022 hade Les Adjots 532 invånare.

## Befolkningsutveckling
Antalet invånare i kommunen Les Adjots
Referens:INSEE